# Micro-région de Nyírbátor
La micro-région de Nyírbátor (en hongrois : nyírbátori kistérség) est une micro-région statistique hongroise rassemblant plusieurs localités autour de Nyírbátor.